# Manuel Landeta
José Manuel Goenaga Jassan, lepiej znany jako Manuel Landeta (ur. 5 października 1958 roku w Meksyku) – meksykański aktor telewizyjny i piosenkarz, najbardziej znany w Polsce z telenoweli Cena marzeń (Rubí) jako Lucío Montemayor.

## Życiorys
Na przełomie lat 70. i 80. występował w balecie. Karierę ekranową rozpoczął w wieku 26 lat od udziału w telenoveli Pasja Isabeli (La pasión de Isabela, 1984), a następnie można go było zobaczyć w telenowelach Televisa: Dziadek i ja (El abuelo y yo, 1992), Różowe sznurówki (Agujetas de color de rosa, 1992), Trzy kobiety (Tres mujeres, 1999-2000), Mała księżniczka (Carita de ángel, 2000-2001), su más reciente participación en ‘Corazón Valiente’, entre otros.
Wystąpił także na scenie w musicalach: Józef i cudowny płaszcz snów w technikolorze (José el Soñador) jako Lewi, trzeci syn Jakuba i Lei, Koty (Cats) jako Munkustrap, My Fair Lady (Mi bella dama) jako Henry Higgins, Tylko dla kobiety (Sólo para mujeres, 2005) i Annie (Anita la huerfanita, 2005) w roli Olivera Warbucksa.
W 2002 nagrał płytę „Mírame”, na której znalazło się dziesięć utworów: Qué puedo hacer sino amarla, Entre dos amores, Tengo vicio, Enseñando a amar, Ay como extraño, Ayumbaye, Mientras sea el dueño de tus besos, Quiero acercarme a ella, Quiero aprender de memoria i Amores encadenados.
W 2005 roku wziął udział w meksykańskiej wersji programu rozrywkowego Taniec z gwiazdami (Bailando por México) oraz wystąpił w programie Tylko dla kobiet (Sólo Para Mujeres, 2005), inpirowanym komedią brytyjską Goło i wesoło.
Ożenił się Angeliną Martí de Goenagą, z którą ma dwóch synów – Imanola (ur. 23 lipca 1987) i Jordi’ego.

## Wybrana filmografia

### telenowele
- 1983: La pasión de Isabela
- 1985: Juana Iris jako Jaime
- 1986: Martín Garatuza jako Martín Garatuza
- 1987: El Cristal empañado jako Claudio
- 1992: Ángeles sin paraíso jako Abelardo
- 1992: Różowe sznurówki (Agujetas de color de rosa) jako Arnold
- 1993: Clarisa jako dr Roberto / Rolando
- 1995: Zakazane uczucia (Sentimintos ajenos) jako Miguel Ángel
- 1996: Morir dos veces jako Cristóbal
- 1998: Vivo por Elena jako Hugo
- 1999: Posłaniec szczęścia (El Niño que vino del mar) jako Carlos Criail
- 1999-2000: Trzy kobiety (Tres mujeres) jako
- 2000-2001: Mała księżniczka (Carita de ángel) jako Coronel
- 2002-2003: Klasa 406 (Clase 406) jako Gonzalo Acero
- 2003: Bajo la misma piel jako Ramiro
- 2003: Biały welon (Velo de novia) jako Roman Ruiz
- 2004: Ami, la niña de la mochila azul jako Tritón/Ivanovich Petrovich
- 2004: Cena marzeń (Rubí) jako Lucio Montemayor „El Conde de Aragón”
- 2005: Vecinos jako Andrés
- 2007: Miłość jak tequila (Destilando Amor) jako Rosenmberg
- 2009: Verano de amor jako Marcos Casar
- 2009-2010: Morze miłości (Mar de Amor) jako Leon Parra Ibanez
- 2010-2011: Teresa jako Rubén Cáceres
- 2011-2012: Podwójne życie Angeliki (Dos hogares) jako Ernesto
- 2012: Corazón valiente jako Bernardo del Castillo
- 2012-2013: Dzikie serce (Corazón Indomable) jako Teobaldo / Ángel Alférez
- 2014: Niewinna intryga (La Impostora) jako Adriano Ferrer
- 2015: Amor de barrio jako Edmundo Vasconcelos
- 2016: Droga do szczęścia (Un Camino hacia el Destino) jako Hernán Sotomayor Landa